# 三宅仁
三宅 仁（みやけ まさし　1908年2月9日 - 1969年11月25日）は、日本の病理学者。東京大学医学部名誉教授。父は三宅鉱一、祖父に三宅秀。

## 経歴
東京都出身。1932年に東京帝国大学医学部卒業後、同大学病理学教室に所属して長与又郎、緒方知三郎、三田村篤四郎教授に師事した。1947年から1968年まで医学部教授を務め、教授として活動中に日本病理学会、日本血液学会、日本肝臓学会の会長、役員などを歴任したほか、原爆症の研究では世界初の病理学的業績を残した。1969年11月25日、脳血栓により東京都文京区の自宅にて死去。